# St. Johannes der Täufer (Ipsheim)

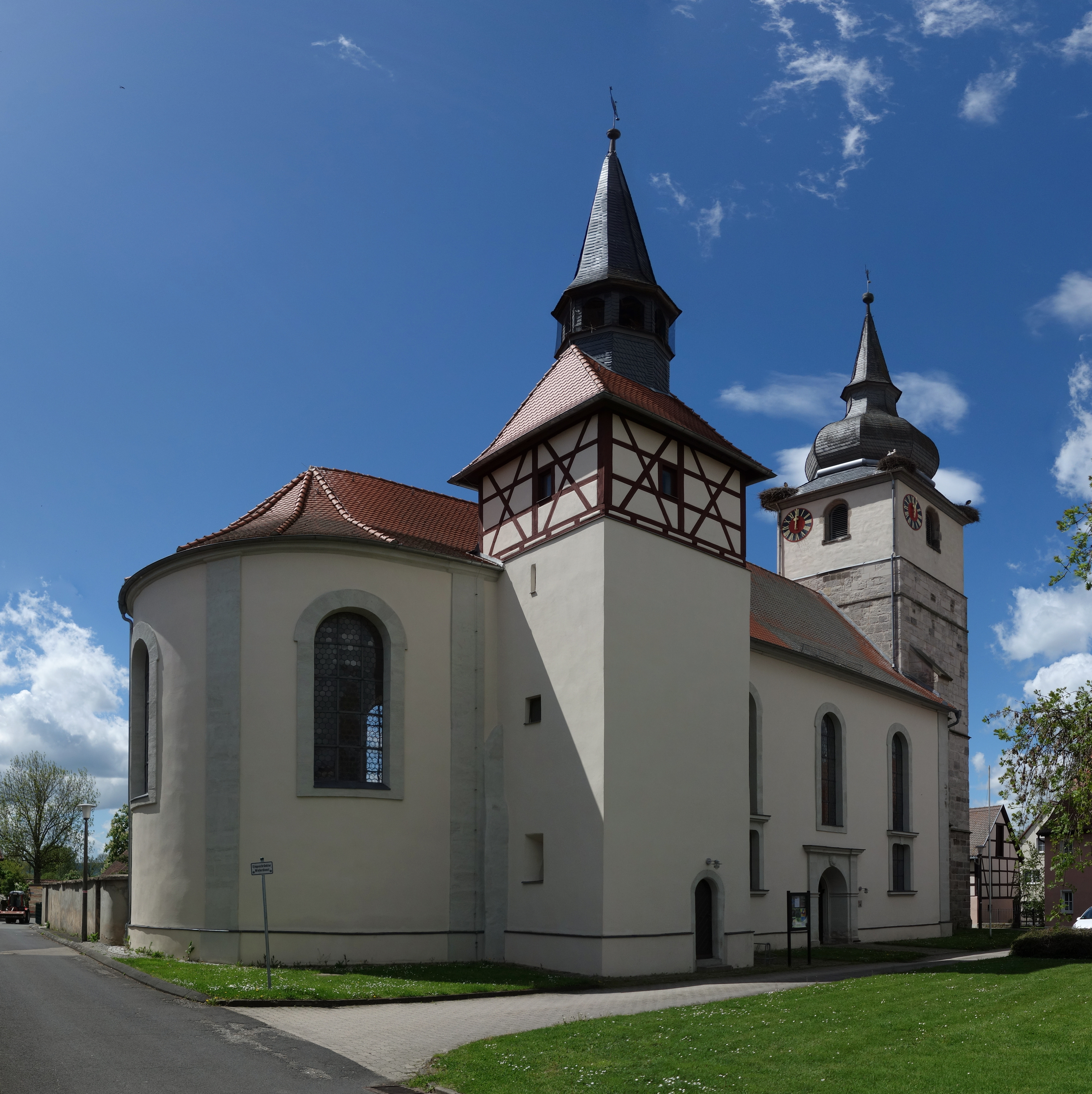
St. Johannes der Täufer in Ipsheim

Die evangelische, denkmalgeschützte Pfarrkirche St. Johannes der Täufer steht in Ipsheim, einem Markt im Landkreis Neustadt an der Aisch-Bad Windsheim (Mittelfranken, Bayern). Das Bauwerk ist unter der Denkmalnummer D-5-75-135-3 als Baudenkmal in der Bayerischen Denkmalliste eingetragen. Die Pfarrei gehört zum Evangelisch-Lutherischen Dekanat Bad Windsheim im Kirchenkreis Ansbach-Würzburg der Evangelisch-Lutherischen Kirche in Bayern.

## Beschreibung

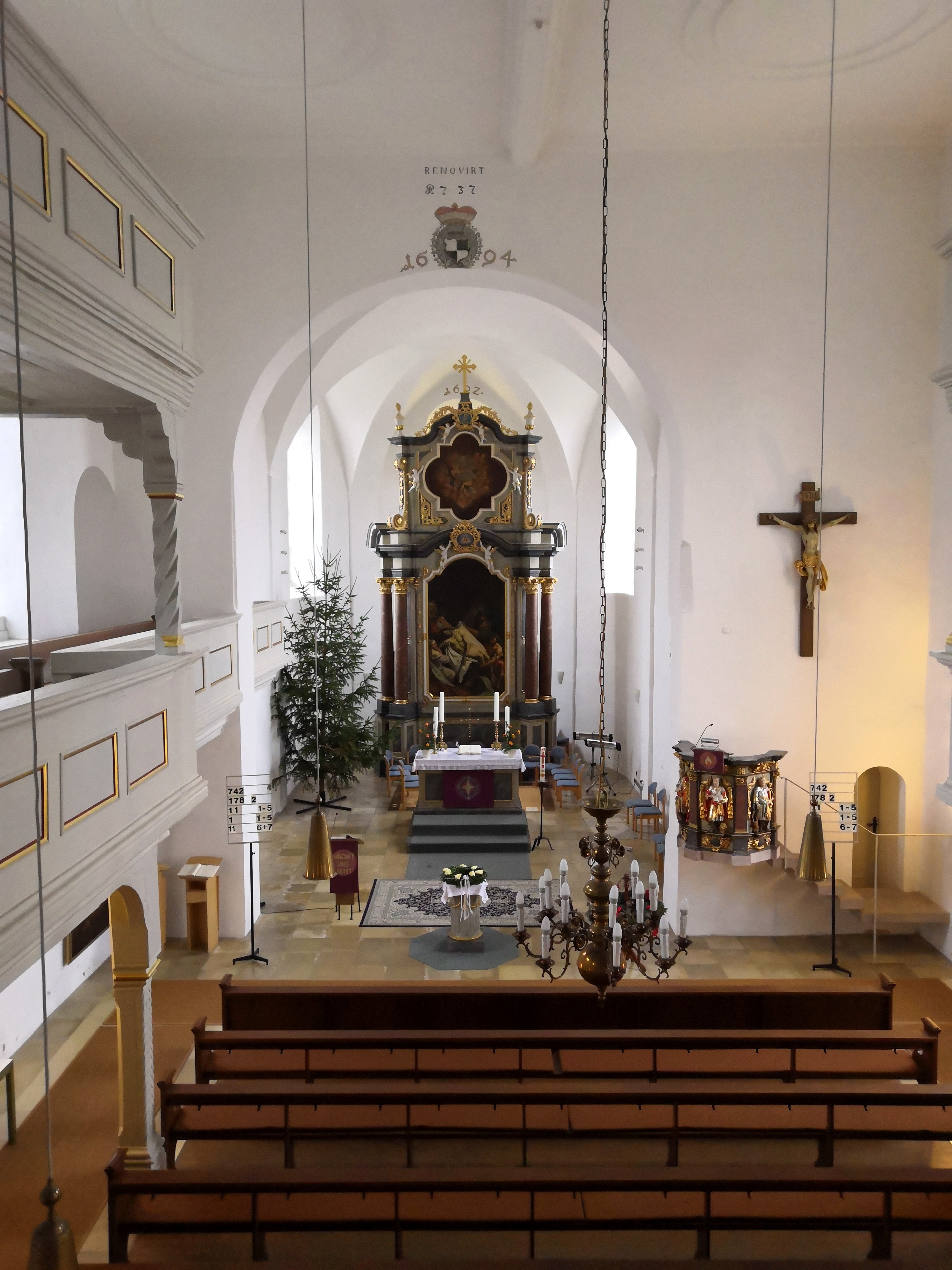
Langhaus mit Blick auf den Altar

Von der ersten Kirche, einer Wehrkirche, sind nur noch die Grundmauern und eine vom Putz verdeckte Schießscharte nachweisbar. Im Ersten Markgrafenkrieg wurde 1449 die Wehrkirche zerstört. Das rundbogige Portal im Westen stammt vom mittelalterlichen Bau. Der Kirchturm im Westen wurde um 1400 gebaut. Das oberste seiner später aufgestockten Geschosse beherbergt die Turmuhr und den Glockenstuhl. Bedeckt wurde er mit einer Welschen Haube. Das Langhaus wurde unter Verwendung alter Mauerteile von 1692 bis Mitte des 18. Jahrhunderts errichtet. Nach Osten schließt sich ein eingezogener, halbrund geschlossener Chor an, dessen Innenraum mit einem Kreuzgratgewölbe überspannt ist. An seiner Nordwand steht ein Chorflankenturm, dessen Erdgeschoss noch vom mittelalterlichen Bau stammt. Das mit einer Flachdecke überspannte Langhaus ist mit umlaufenden, doppelstöckigen Emporen ausgestattet. 2015 hat Jörg Maderer eine Orgel mit 30 Registern, 2 Manualen und einem Pedal gebaut. Sie ersetzte die 1902 von G. F. Steinmeyer & Co. gebaute Orgel mit 16 Registern (Liste von Orgeln in Mittelfranken).